# Ristella guentheri
Ristella guentheri är en ödleart som beskrevs av  George Albert Boulenger 1887. Ristella guentheri ingår i släktet Ristella och familjen skinkar. Inga underarter finns listade i Catalogue of Life.
Arten förekommer i det kulliga området Anaimalai Hills i södra Indien. Artepitet i det vetenskapliga namnet hedrar den tyska zoologen Albert Günther. Ödlan lever i bergstrakter mellan 1000 och 1800 meter över havet. Den vistas i fuktiga skogar som kan vara lövfällande eller städsegröna.
Det är inget känt om populationens storlek och möjliga hot. IUCN listar arten med kunskapsbrist (DD).